# Vạn Thái
Vạn Thái là một xã thuộc huyện Ứng Hòa, thành phố Hà Nội, cách trung tâm huyện 3 km.

## Vị trí địa lý
Xã Vạn Thái là xã nằm ở phía tây huyện Ứng Hòa cách trung tâm huyện 3 km.
Phía đông giáp với xã Tảo Dương Văn, phía nam giáp với xã Hòa Nam, phía tây giáp với xã Hòa Xá, phía bắc giáp thị trấn Vân Đình.
Xã nằm dọc theo sông Đáy và quốc lộ 21B, có địa hình thấp, tương đối bằng phẳng trên địa bàn xã có vùng đất bãi ven sông và nhiều ao hồ, sông, kênh mương thuận lợi cho phát triển ngành nông nghiệp và thủy sản.